# Ciro Pollini
Ciro Pollini (né à Alagna le 27 janvier 1782 et mort à Vérone le 1er février 1833) est un botaniste et médecin italien.

## Biographie
Ciro Pollini naquit en 1783 à Alagna, dans la Lomelline, et après avoir fait ses études à Pavie, professa la botanique avec distinction au lycée de Vérone. Il a publié, en deux lettres adressées au professeur Sprengel, un Voyage au lac de Garda et à Monte-Baldo (en italien), Vérone, 1816, in-8°. L’auteur y fait connaître un grand nombre d’espèces végétales non comprises dans la Flore, ou Description qu’il avait donnée des plantes nouvelles ou peu connues qui croissent dans le Vèronèse. On a encore de lui des Éléments de botanique, des Expériences sur la végétation et un Catéchisme agricole. Il mourut le 1er février 1833, à peine âgé de 50 ans.